# Port lotniczy Kelle
Port lotniczy Kelle – port lotniczy położony w Kellé, w Republice Konga.